# Aquadrome
Het Aquadrome is een zwembad in Enschede. Het zwembad wordt geëxploiteerd door het sportbedrijf Sportaal B.V. dat ook zwembad Het Slagman in die gemeente exploiteert. 

## Locatie
Het Aquadrome maakt deel uit van Sportpark Het Diekman, in de wijk Varvik-Diekman, net buiten de Singel. Vlak bij het zwembad stond vroeger het Diekmanstadion van FC Twente. Op dit moment zijn op die locatie de voetbalclubs Sportclub Enschede, De Tubanters en VV Zuid Eschmarke gevestigd. Ook zijn er een sporthal, een sportschool, een klimhal en een squashcentrum gevestigd.

## Binnenbad
Geopend 25 augustus 1991. Het binnenbad bestaat uit een 25-meterwedstrijdbad en een recreatiebad met onder andere twee waterglijbanen, een wildwaterbaan en een peutertuin. Er is geen horecagelegenheid aanwezig in het zwembad. 

## Buitenbad
In 2007 besloot de gemeente Enschede een nieuw buitenzwembad aan te laten leggen op het Diekmanterrein. Het ontwerp bestaat uit een sportief, een recreatie- en een peuterbad. Het bad werd in juli 2010 in gebruik genomen. Dit bad is in de zomer van 2024 en 2025 niet beschikbaar in verband met de bouw van een nieuw binnenbad.

## Nieuwbouw
Begin 2024 begon op Het Diekman de bouw van een nieuw zwembad dat het Aquadrome zal vervangen. De bouw zal twee jaar in beslag nemen. Het binnenbad zal gedurende deze periode zoveel mogelijk geopend blijven. Buitenbad en ligweide zijn gedurende de bouwwerkzaamheden niet in gebruik.